# Amazon Echo Buds
Amazon Echo Buds são auscultadores/fones de ouvido fabricados pela Amazon, que fazem parte da família de produtos Amazon Echo, lançado em 30 de outubro de 2019, em um grande evento de mídia. O aparelho é projetado no modelo intra-auricular, com conexão exclusiva por bluetooth, possui tecnologia de redução de ruído Bose e, é resistente a água e suor; possui autonomia de até 5 horas de música ou 4 horas de chamadas, além de 20 horas de tempo disponível no estojo carregador..Os fones de ouvido são feitos de plástico na cor preto fosco e brilhante, possuem sensibilidade ao toque que, podem ter suas funções programadas através do aplicativo Amazon Alexa. O acessório tem suporte ao assistente virtual da Amazon, o Alexa, no entanto se o usuário preferir pode usar o Google Assistente ou Siri, fazendo a mudança através de comandos no próprio fone. Os fones ainda possuem sensor que pausam a transmissão de áudio, caso alguns deles seja removido de alguma das orelhas.   

## Especificações Técnicas
Lançada em 2021, a segunda geração dos Amazon Echo Buds tiveram uma atualização significativa em relação aos seus predecessores. Os Echo Buds de 2ª geração adotam a tecnologia de cancelamento ativo de ruído (ANC) própria da Amazon, substituindo a tecnologia de redução de ruído ativa (ANR) da Bose utilizada na versão anterior.